# Superliga Femenina de Voleibol 2017-18
La Superliga Iberdrola femenina de voleibol de España o Liga Iberdrola de Voleibol es la máxima categoría del voleibol femenino español. Aquí se recogen las clasificaciones de la temporada 2017-2018.

## Equipos
| Club                          | Nombre                          | Sede                       | Región              | Pabellón                                    |
| ----------------------------- | ------------------------------- | -------------------------- | ------------------- | ------------------------------------------- |
| Club Voleibol Logroño         | Minis de Arluy Voleibol Logroño | Logroño                    | La Rioja            | Centro Deportivo Municipal Lobete           |
| Club Voleibol Haris           | Fachadas Dimurol Libby,s        | La Laguna                  | Canarias            | Pabellón Islas Canarias                     |
| Club Voleibol Haro            | Haro Rioja Vóley                | Haro                       | La Rioja            | Polideportivo Municipal El Ferial           |
| Club Voleibol Alcobendas      | Feel Volley Alcobendas          | Alcobendas                 | Comunidad de Madrid | Pabellón Luis Buñuel                        |
| Club Voleibol Aguere          | Aguere Ciudad de la Laguna      | La Laguna (Tenerife)       | Canarias            | Pabellón Juan Ríos Tejera                   |
| CVB Barça                     | CVB Barça                       | Barcelona                  | Cataluña            | L,Hospitalet Nord                           |
| Club Voleibol Ciudadela       | Avarca de Menorca               | Ciudadela                  | Islas Baleares      | Pabellón municipal de Deportes de Ciudadela |
| Club Voleibol J.A.V. Olímpico | CV CCO 7 Palmas Gran Canaria    | Las Palmas de Gran Canaria | Canarias            | Centro Insular de Deportes                  |
| Club Voleibol Sant Cugat      | DSV CV Sant Cugat               | San Cugat del Vallés       | Cataluña            | Pabellón Municipal de Valldoreix            |
| Voley Playa Madrid            | V.P. Madrid                     | Madrid                     | Comunidad de Madrid | CDM Entrevías                               |
| Tenerife Sur Voleibol         | Arona Tenerife Sur              | Los Cristianos             | Canarias            | Pabellón Jesús Domínguez Grillo             |
| CAV Esquimo Dos Hermanas      | Cajasol Juvasa Voley            | Dos Hermanas               | Andalucía           | CDM Los Montecillos                         |

## Clasificación

### Liga regular
Clasificación de la liga regular.
| Pos | Equipo                       | Pts. | J 1 | J 2 | J 3 | J 4 | J 5 | J 6 | J 7 | J 8 | J 9 | J 1 0 | J 1 | J 1 2 | J 1 3 | J 1 4 | J 1 5 | J 1 6 | J 1 7 | J 1 8 | J 1 9 | J 2 0 | J 2 1 | J 2 |
| --- | ---------------------------- | ---- | --- | --- | --- | --- | --- | --- | --- | --- | --- | ----- | --- | ----- | ----- | ----- | ----- | ----- | ----- | ----- | ----- | ----- | ----- | --- |
| 1   | Minis de Arluy VB Logroño    | 59   | 3   | 1   | 2   | 3   | 3   | 3   | 3   | 3   | 3   | 3     | 3   | 3     | 3     | 3     | 3     | 2     | 3     | 3     | 3     | 3     | 2     | 1   |
| 2   | Fachadas Dimurol Libby,s     | 46   | 3   | 3   | 3   | 2   | 2   | 3   | 0   | 2   | 3   | 3     | 0   | 2     | 3     | 1     | 3     | 2     | 0     | 3     | 3     | 3     | 0     | 2   |
| 3   | Arona Tenerife Sur           | 46   | 0   | 2   | 3   | 0   | 3   | 1   | 3   | 2   | 2   | 3     | 3   | 1     | 0     | 3     | 3     | 3     | 2     | 2     | 3     | 3     | 3     | 1   |
| 4   | CV CCO 7 Palmas Gran Canaria | 45   | 3   | 2   | 3   | 0   | 3   | 3   | 3   | 3   | 0   | 0     | 0   | 3     | 3     | 2     | 3     | 2     | 2     | 2     | 3     | 0     | 3     | 2   |
| 5   | Avarca de Menorca            | 43   | 3   | 3   | 1   | 3   | 3   | 0   | 3   | 1   | 3   | 1     | 3   | 3     | 3     | 0     | 0     | 3     | 1     | 0     | 0     | 3     | 3     | 3   |
| 6   | Haro Rioja Vóley             | 36   | 0   | 0   | 0   | 3   | 0   | 0   | 0   | 3   | 3   | 3     | 2   | 0     | 0     | 3     | 3     | 1     | 3     | 1     | 3     | 3     | 3     | 2   |
| 7   | Cajasol Juvasa Voley         | 34   | 0   | 1   | 3   | 3   | 1   | 2   | 3   | 3   | 1   | 0     | 1   | 0     | 0     | 3     | 0     | 1     | 1     | 3     | 3     | 3     | 1     | 1   |
| 8   | DSV CV Sant Cugat            | 30   | 1   | 2   | 3   | 0   | 0   | 3   | 0   | 1   | 1   | 3     | 3   | 0     | 3     | 0     | 3     | 1     | 2     | 1     | 0     | 0     | 3     | 0   |
| 9   | Feel Volley Alcobendas       | 28   | 3   | 1   | 0   | 3   | 3   | 0   | 2   | 0   | 0   | 2     | 0   | 3     | 0     | 2     | 0     | 3     | 0     | 3     | 0     | 0     | 0     | 3   |
| 10  | CVB Barça                    | 20   | 2   | 2   | 0   | 1   | 0   | 3   | 1   | 0   | 2   | 0     | 0   | 3     | 2     | 1     | 0     | 0     | 3     | 0     | 0     | 0     | 0     | 0   |
| 11  | V.P. Madrid                  | 9    | 0   | 1   | 0   | 0   | 0   | 0   | 0   | 0   | 0   | 0     | 3   | 0     | 1     | 0     | 0     | 0     | 1     | 0     | 0     | 0     | 0     | 3   |
| 12  | Aguere Ciudad de la Laguna   | 0    | 0   | 0   | 0   | 0   | 0   | 0   | 0   | 0   | 0   | 0     | 0   | 0     | 0     | 0     | 0     | 0     | 0     | 0     | 0     | 0     | 0     | 0   |

Nota.- Se disputan partidos fuera de jornada por ajuste en los calendarios.
Pts = Puntos; J = Jornada
|  | Juega play-off por el título. |
|  | Desciende a Superliga 2.      |

- A partir de la temporada 2009-2010 se implantó un nuevo sistema de puntuación en el que en las victorias por 3-0 y 3-1 se otorgan 3 puntos al vencedor y 0 al perdedor, mientras que en las victorias por 3-2 se otorgan 2 puntos al vencedor y 1 al perdedor.

#### Evolución de la clasificación
| Equipo / Jornada             | 01 | 02 | 03 | 04 | 05 | 06 | 07 | 08 | 09 | 10 | 11 | 12 | 13 | 14 | 15 | 16 | 17 | 18 | 19 | 20 | 21 | 22 |
| ---------------------------- | -- | -- | -- | -- | -- | -- | -- | -- | -- | -- | -- | -- | -- | -- | -- | -- | -- | -- | -- | -- | -- | -- |
| Minis de Arluy VB Logroño    | 2  | 5  | 4  | 3  | 3  | 2  | 1  | 1  | 1  | 1  | 1  | 1  | 1  | 1  | 1  | 1  | 1  | 1  | 1  | 1  | 1  | 1  |
| Fachadas Dimurol Libby,s     | 5  | 2  | 1  | 1  | 1  | 1  | 3  | 3  | 2  | 2  | 2  | 3  | 3  | 2  | 2  | 2  | 3  | 2  | 2  | 2  | 3  | 2  |
| Arona Tenerife Sur           | 8  | 8  | 6  | 9  | 6  | 7  | 6  | 6  | 6  | 5  | 4  | 5  | 5  | 5  | 5  | 5  | 4  | 4  | 4  | 3  | 2  | 3  |
| CV CCO 7 Palmas Gran Canaria | 1  | 3  | 2  | 4  | 4  | 3  | 2  | 2  | 3  | 4  | 5  | 4  | 4  | 4  | 3  | 3  | 2  | 3  | 3  | 4  | 4  | 4  |
| Avarca de Menorca            | 3  | 1  | 3  | 2  | 2  | 4  | 4  | 4  | 4  | 3  | 3  | 2  | 2  | 3  | 4  | 4  | 5  | 5  | 5  | 5  | 5  | 5  |
| Haro Rioja Vóley             | 11 | 12 | 11 | 10 | 10 | 10 | 10 | 10 | 10 | 9  | 8  | 10 | 10 | 9  | 8  | 8  | 7  | 9  | 7  | 7  | 6  | 6  |
| Cajasol Juvasa Voley         | 10 | 9  | 8  | 6  | 7  | 6  | 5  | 5  | 5  | 6  | 6  | 6  | 7  | 6  | 7  | 7  | 8  | 7  | 6  | 6  | 7  | 7  |
| DSV CV Sant Cugat            | 7  | 7  | 5  | 7  | 8  | 8  | 9  | 8  | 9  | 8  | 7  | 7  | 6  | 7  | 6  | 6  | 6  | 6  | 8  | 8  | 8  | 8  |
| Feel Volley Alcobendas       | 4  | 6  | 9  | 5  | 5  | 5  | 7  | 7  | 7  | 7  | 9  | 8  | 9  | 10 | 10 | 9  | 10 | 8  | 9  | 9  | 9  | 9  |
| CVB Barça                    | 6  | 4  | 7  | 8  | 9  | 9  | 8  | 9  | 8  | 10 | 10 | 9  | 8  | 8  | 9  | 10 | 9  | 10 | 10 | 10 | 10 | 10 |
| V.P. Madrid                  | 9  | 10 | 10 | 11 | 11 | 11 | 11 | 11 | 11 | 11 | 11 | 11 | 11 | 11 | 11 | 11 | 11 | 11 | 11 | 11 | 11 | 11 |
| Aguere Tenerife              | 12 | 11 | 12 | 12 | 12 | 12 | 12 | 12 | 12 | 12 | 12 | 12 | 12 | 12 | 12 | 12 | 12 | 12 | 12 | 12 | 12 | 12 |

## Play-off
Resultados de los play-off.
|  | Semifinales | Semifinales                  | Semifinales | Semifinales              | Semifinales | Semifinales | Semifinales |   |                           | Final | Final | Final | Final | Final | Final | Final |  |
|  |             |                              |             |                          |             |             |             |   |                           |       |       |       |       |       |       |       |  |
|  |             |                              |             |                          |             |             |             |   |                           |       |       |       |       |       |       |       |  |
|  | 3           | Minis de Arluy VB Logroño    | 3           | 3                        | 1           | 3           |             |   |                           |       |       |       |       |       |       |       |  |
|  | 3           | Minis de Arluy VB Logroño    | 3           | 3                        | 1           | 3           |             |   |                           |       |       |       |       |       |       |       |  |
|  | 1           | CV CCO 7 Palmas Gran Canaria | 0           | 1                        | 3           | 1           |             |   |                           |       |       |       |       |       |       |       |  |
|  | 1           | CV CCO 7 Palmas Gran Canaria | 0           | 1                        | 3           | 1           |             | 3 | Minis de Arluy VB Logroño | 3     | 3     | 3     |       |       |       |       |  |
|  |             |                              |             |                          |             |             |             | 3 | Minis de Arluy VB Logroño | 3     | 3     | 3     |       |       |       |       |  |
|  |             |                              | 0           | Fachadas Dimurol Libby,s | 1           | 0           | 1           |   |                           |       |       |       |       |       |       |       |  |
|  | 3           | Fachadas Dimurol Libby,s     | 0           | Fachadas Dimurol Libby,s | 1           | 0           | 1           | 2 | 3                         | 3     | 3     |       |       |       |       |       |  |
|  | 3           | Fachadas Dimurol Libby,s     |             |                          |             |             |             | 2 | 3                         | 3     | 3     |       |       |       |       |       |  |
|  | 1           | Arona Tenerife Sur           | 3           | 1                        | 2           | 1           |             |   |                           |       |       |       |       |       |       |       |  |
|  | 1           | Arona Tenerife Sur           | 3           | 1                        | 2           | 1           |             |   |                           |       |       |       |       |       |       |       |  |
|  |             |                              |             |                          |             |             |             |   |                           |       |       |       |       |       |       |       |  |

| Campeón de Superliga 2017-18 |
| ---------------------------- |
| Minis de Arluy VB Logroño    |